# Masi (Imer)
Masi (o anche Masi d'Imèr) è una frazione del comune di Imèr a quota 620 mt. non lontano dalla valle dello Schenèr. Masi è la frazione più grande nel comune, con circa 80 abitanti.
Pur essendo un abitato collegato ad Imèr, la popolazione si è sempre sentita una comunità indipendente rispetto al paese di cui oggi è frazione. Nel 1826 la frazione, ricca di famiglia ben numerose con molti figli, venne dotata di una scuola elementare, poi chiusa nel 1970 per l'afflusso sempre minore di iscritti. I pochi alunni rimasti dovettero andare nella vicina Imèr.

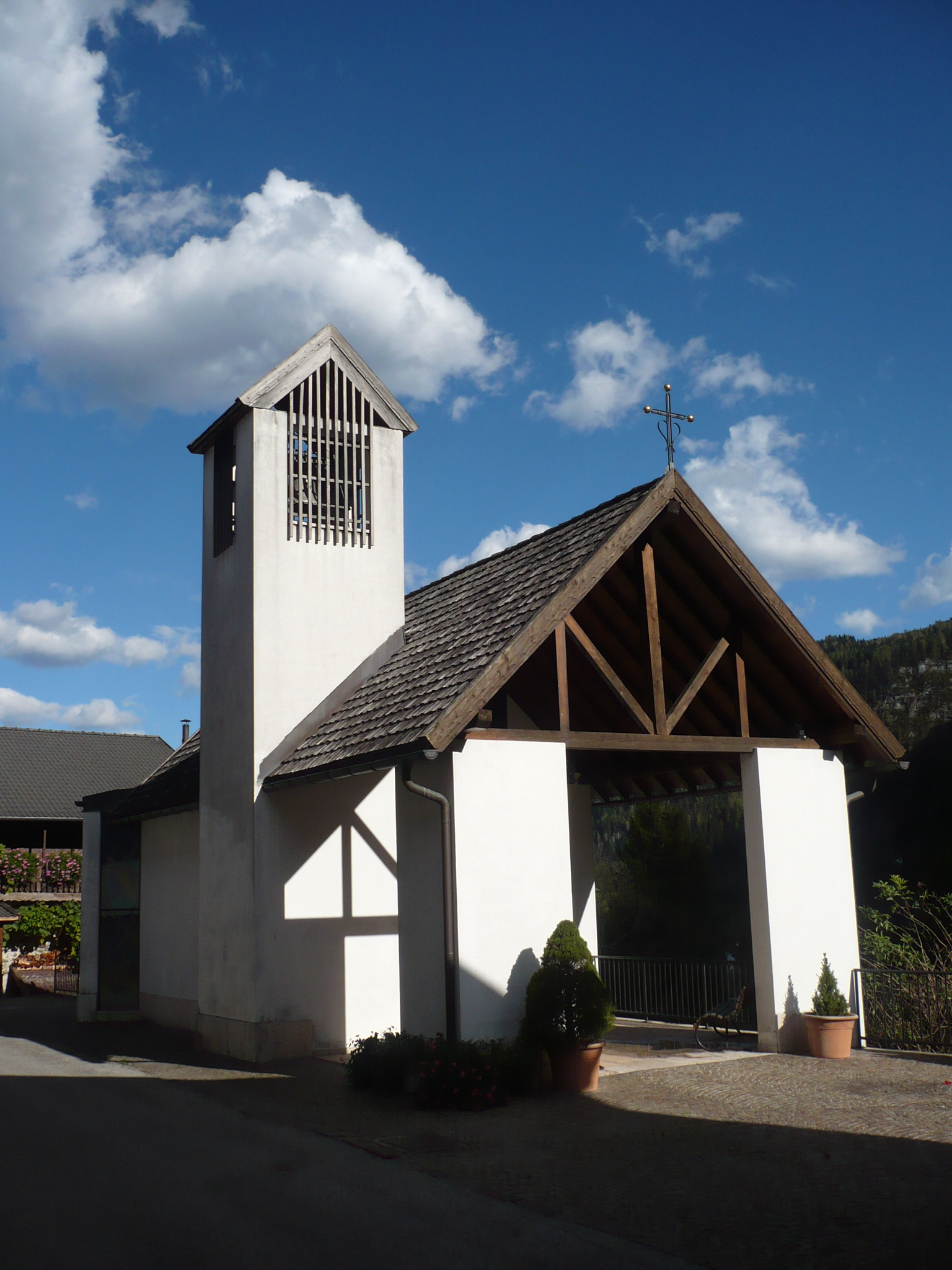
La chiesa dei Masi, costruita nel 2000 dagli alpini

Di fronte al vecchio edificio scolastico, nell'anno 2000, il gruppo ANA di Imèr eresse una chiesetta donata alla popolazione del borgo e dedicata alla Natività di Maria e San Maurizio, patrono degli Alpini.